# Barkarbystaden (metrostation)
Barkarbystaden is een station van de Stockholmse metro in aanbouw in de gemeente Järfälla vlak ten noordwesten van Stockholm.

## Geschiedenis
In de herfst van 2013 sloten de gemeenten Stockholm, Nacka, Solna en Järfälla een overeenkomst voor de uitbreiding van het metronet in en rond Stockholm. Twee van de tien nieuwe stations, waaronder Barkarbystaden, komen in de gemeente Järfälla aan de verlenging van de blauwe route van Akalla naar het spoorwegstation Barkarby.

## Aanleg
De bouw van de verlenging naar station Barkarby begon in augustus 2018 en de oplevering is gepland voor 2026. Bakarbystaden wordt gebouwd in samenhang met een nieuwbouwwijk op de voormalige luchtmachtbasis van Barkarby op 17,5 kilometer van Kungsträdgården. Het station krijgt twee toegangen die centraal gelegen zijn in de nieuwe wijk.
(Barkarby) ·
(Barkarbystaden)·
Akalla ·
Husby ·
Kista · 
(Kymlinge) · 
Hallonbergen · 
Näckrosen ·
Solna centrum · 
Västra skogen · 
Stadshagen ·
Fridhemsplan · 
Rådhuset ·
T-Centralen ·
Kungsträdgården · 
(Sofia) ·
(Gullmarsplan)·  
(Slakthuset) ·
(Sockenplan) ·
(Svedmyra) ·
(Stureby) ·
(Bandhagen) ·
(Högdalen) ·
(Rågsved) ·
(Hagsätra) ·
(Älvsjö)